# Contea di Chilgok
La contea di Chilgok (Chilgok-gun; 칠곡군; 漆谷郡) è una delle suddivisioni della provincia sudcoreana del Nord Gyeongsang.